# Jan Cegenberg
Jan Cegenberg (niem. Hans Cegenberg, Hans von Ziegenberg) herbu Chomąto (ok.  1390–1456) – chorąży ziemi chełmińskiej, współtwórca i jeden z przywódców Związku Pruskiego, członek Towarzystwa Jaszczurczego.

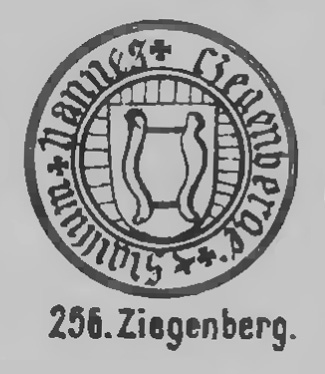
Wizerunek pieczęci Jana Cegenberga

Majątki ziemskie posiadał głównie w ziemi chełmińskiej, gdzie podczas wojny głodowej w 1414 r. poniósł duże straty w zbożu, ruchomościach i ludziach. 1414–1422 przebywał w Malborku na dworze wielkiego mistrza  Michała Küchmeistera jako sługa-dworzanin, tzw. „diener”, gdzie odebrał edukację polityczną. Ok. roku 1430 mianowany chorążym ziemi chełmińskiej. W 1431 jako przywódca rycerstwa brał udział w wyprawie wojennej na ziemię dobrzyńską, podczas której został pasowany na rycerza. 
Wobec pierwszych opozycyjnych wystąpień rycerstwa chełmińskiego zachowywał bierne stanowisko, jednakże już w 1435 r. publicznie wystąpił przeciwko wojennej polityce Zakonu. Wpłynęło to na sfinalizowanie układu brzeskiego. W latach 1437–1438 uczestniczył w walkach rycerstwa przeciwko ograniczeniom zasięgu prawa chełmińskiego.
Cegenberg, wykorzystując okres wewnętrznego rozbicia w Zakonie jako odpowiedni moment na konsolidację sił miast i rycerstwa w celu obrony ich praw i przywilejów, doprowadził do zwołania zjazdu stanów 21 lutego 1440 w Elblągu, gdzie powstał projekt aktu erekcyjnego Związku Pruskiego, a ośmioosobowa delegacja z nim na czele udała się do Malborka, aby uzyskać aprobatę wielkiego mistrza. Na kolejnym zjeździe (w Lisewie), paraliżując opór komturów, Jan Cegenberg publicznie oznajmił: „że ten związek i opieczętowanie (jego aktu) dzieją się za wiedzą jego łaskawości (w. mistrza)”. 14 marca 1404 w Kwidzynie jako delegat rycerstwa chełmińskiego opieczętował akt konfederacji.
Cegenberg, faktyczny naczelnik Związku, popadł w konflikt z miastami po wyborze nowego wielkiego mistrza Konrada von Erlichshausen, który usiłując poróżnić stany umiejętnie rozgrywał sprzeczności interesów pomiędzy rycerstwem a mieszczaństwem. 8 kwietnia 1442, oświadczając na audiencji u wielkiego mistrza, że Związek popiera poczynania Zakonu w sprawie cła funtowego (na niekorzyść miast), doprowadził do rozłamu wewnątrz konfederacji. Jako ten, który nie potrafił utrzymać wspólnej linii działania obydwu stanów, zaczął odtąd tracić na znaczeniu, stając się przywódcą zaledwie grupy chełmińskiego rycerstwa realizującej bez perspektyw ogólnokrajowych własne interesy materialne.  W latach 1444–1447 Cegenberg zaprzestał działalności w Związku Pruskim. Do aktywności publicznej wrócił w 1448, atakując miasta za ograniczanie przez nie swobody wywozu zboża przez Holendrów.
Aczkolwiek od 1451 Cegenberg występował formalnie jako naczelnik Związku, jego rola nie miała już charakteru rzeczywistego przywództwa, które w owym czasie przeszło w ręce braci Bażyńskich oraz przedstawicieli wielkich miast. Wobec zbliżającej się groźby zbrojnego rozstrzygnięcia konfliktu stanów pruskich z Zakonem, zaczął czynić pojednawcze gesty wobec władz krzyżackich, informując nawet poufnie wielkiego mistrza Ludwiga von Erlichshausen o poczynaniach konfederacji. U schyłku 1453 uczestniczył jeszcze w obradach Tajnej Rady w Toruniu, jednakże – wskutek utraty zaufania – do narad w sprawie rokowań z Polską nie był już dopuszczany. Wybuch zbrojnego powstania przypieczętował jego polityczny upadek – nie brał udziału w poselstwach, działaniach wojennych ani nie otrzymał od króla urzędów i nadań. Wystąpił jedynie 28 maja 1454 jako chorąży chełmiński w czasie składania hołdu i przysięgi wierności nowemu władcy,  Kazimierzowi Jagiellończykowi.
Jan zmarł przed 23 V 1456. Miał córkę Annę oraz syna Krzysztofa, który jako kanonik warmiński podczas wojny 13-letniej popierał stronę związkową. Krzysztof po  II pokoju toruńskim porzucił stan duchowny i ożenił się, zaś od wsi Orle przybrał potem nazwisko Orłowski.